# Nurri
Nurri é uma comuna italiana da região da Sardenha, na província da Sardenha do Sul, com  cerca de 2.425 habitantes. Estende-se por uma área de 73 km², tendo uma densidade populacional de 33 hab/km². Faz fronteira com Esterzili, Isili, Mandas (CA), Orroli, Sadali, Serri, Siurgus Donigala (CA), Villanova Tulo.

## Demografia
| Variação demográfica do município entre 1861 e 2011                               |
|                                                                                   |
| Fonte: Istituto Nazionale di Statistica (ISTAT) - Elaboração gráfica da Wikipedia |